# Kozerohî, Cernihiv
Kozerohî (în ucraineană Козероги) este un sat în comuna Smolîn din raionul Cernihiv, regiunea Cernihiv, Ucraina.

## Demografie
Componența lingvistică a localității Kozerohî
     Ucraineană (97,34%)
     Rusă (2,66%)
Conform recensământului din 2001, majoritatea populației localității Kozerohî era vorbitoare de ucraineană (97,34%), existând în minoritate și vorbitori de rusă (2,66%).